# 朱会东
朱会东（1970年10月—），中华人民共和国男性政治人物，籍贯河南西平。1989年6月加入中国共产党，1993年7月参加工作，拥有经济学学士学位与经济师职称。曾任南宁市委常委、常务副市长，贵港市市长等职务，现任中共贵港市委书记。

## 生平
1993年毕业于中南财经大学贸易经济系商品检验与养护专业，后进入广西北海市广新工贸发展公司工作；
2010年12月，任北海市发展和改革委员会主任；2013年4月，任北海工业园区管理委员会主任、党工委书记；2016年7月，任中共北海市委宣传部部长；2016年9月，任北海市人民政府副市长；2017年3月，转任南宁市人民政府副市长；2021年5月，任南宁市委常委、常务副市长；
2022年1月，任贵港市市长。2023年5月，任中共贵港市委书记。